# Leszek Moczulski

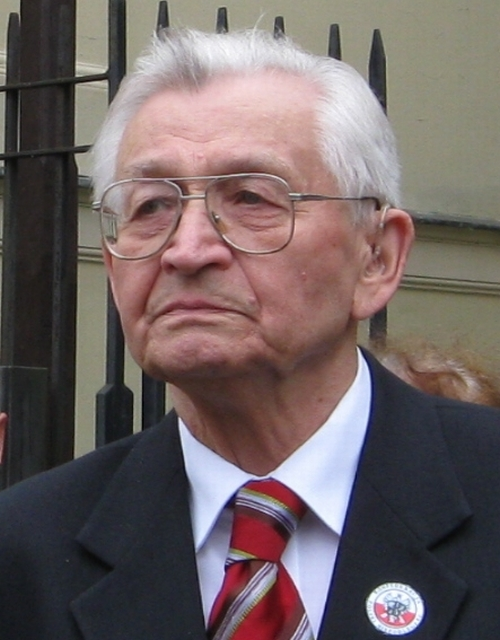
Leszek Moczulski (2009)

Robert Leszek Moczulski [ˈrɔbɜrt ˈlɛʃɛk mɔˈt͡ʃulskʲi] (* 7. Juni 1930 in Warschau; † 10. Oktober 2024 ebenda) war ein polnischer Historiker, Journalist und Jurist sowie Dissident und Politiker. Er war Gründer und langjähriger Vorsitzender der nationalistischen Partei Konföderation des Unabhängigen Polens (KPN). Von 1991 bis 1997 gehörte er dem Sejm in dessen I. und II. Wahlperiode an.

## Leben
Moczulski trat 1948 als Jurastudent der Universität Warschau in die kommunistische Polnische Arbeiterpartei (PPR) ein, die noch Ende des Jahres mit der PPS zur Polnischen Vereinigten Arbeiterpartei (PZPR) verschmolzen wurde. 1950 wurde Moczulski aus der PZPR ausgeschlossen. 1952 schloss er sein Jurastudium ab. Er verzichtete jedoch auf die Laufbahn eines Juristen und betätigte sich als Journalist und Publizist sowie begann das Geschichtsstudium an der Warschauer Universität, welches er 1958 absolvierte.
Im Jahre 1957 wurde Moczulski vorübergehend verhaftet und wegen Kritik an der Staatsführung angeklagt, jedoch 1958 freigesprochen, dennoch mit einem Berufsverbot belegt. Folglich durfte er einige Jahre nur unter einem Pseudonym veröffentlichen. Zwischen 1969 und 1977 war Moczulski als V-Mann der Geheimpolizei Służba Bezpieczeństwa (SB) registriert, Moczulski bestritt jedoch die aktive Zusammenarbeit.

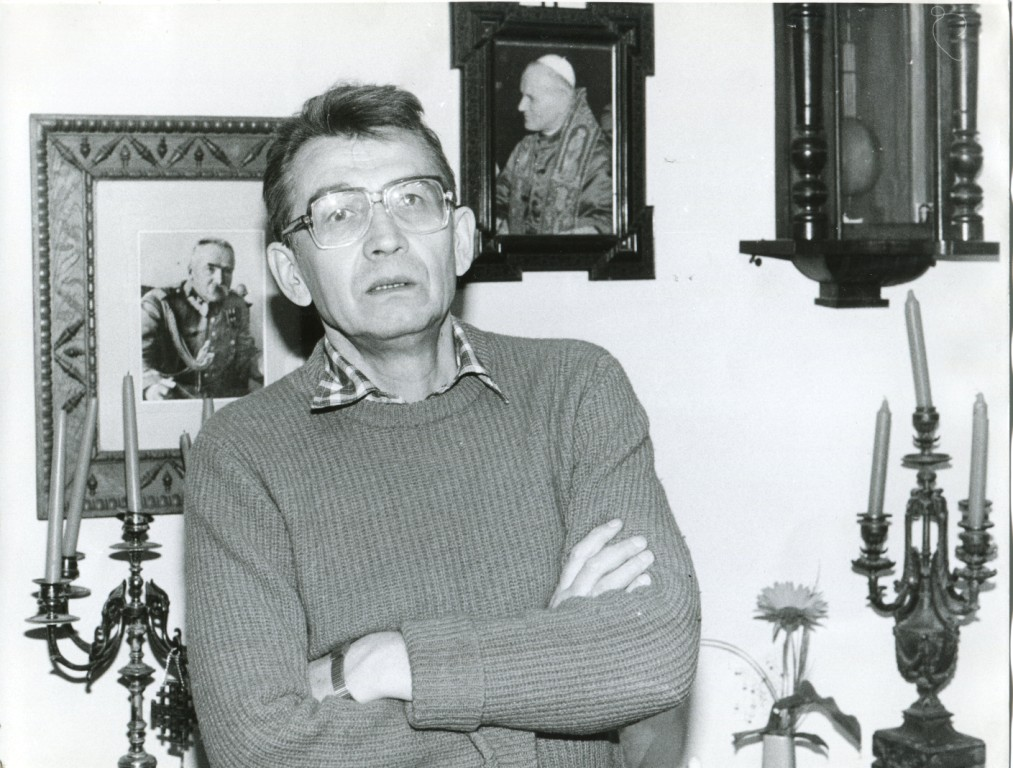
Leszek Moczulski (ca. 1978–1980)

Leszek Moczulski trat in Verbindung mit einigen in Polen lebenden Zeitzeugen der Sanacja (insbesondere Roman Abraham) und schrieb über die neueste Geschichte. Insbesondere machte er 1972 mit dem Buch Wojna polska 1939 (deutsch: Polnischer Krieg 1939) auf sich aufmerksam, in dem er den deutschen und insbesondere sowjetischen Überfall auf Polen im September 1939 unverschleiert thematisierte. Da das Buch erst nach der Veröffentlichung durch das Amt für Zensur zurückgerufen wurde, konnte es sich rasch verbreiten und erreichte unter den Regimekritikern Kultstatus. 1977 gehörte Moczulski neben Andrzej Czuma, Aleksander Hall und Marian Piłka zu Mitbegründern der Bewegung für Verteidigung der Menschen- und Bürgerrechte (ROPCiO).
Am 1. September 1979 gründete Moczulski die KPN. Es handelte sich um die erste regimeunabhängige Parteigründung in Polen seit mehr als 30 Jahren. Nach mehrmaligen kurzzeitigen Festnahmen wurde er deshalb im September 1980 verhaftet. In dem im Juni 1981 begonnenen Prozess, in dem auch Tadeusz Jandziszak, Tadeusz Stański und Romuald Szeremietiew angeklagt waren („Erster KPN-Prozess“), wurde er im Oktober 1982 wegen der Vorbereitung eines Umsturzes zu siebenjähriger Freiheitsstrafe verurteilt. Nach einer Amnestie wurde er im August 1984 auf freien Fuß gesetzt.

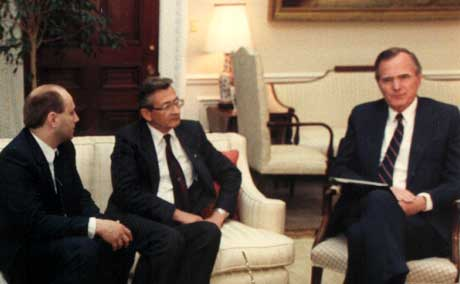
Moczulski (in der Mitte) während des Treffens mit dem US-Vizepräsidenten George H. W. Bush (rechts) im April 1987

Nach dem Versuch des Wiederaufbaus der Partei kam Moczulski im März 1985 wieder in Haft. Wieder wurde gegen ihn sowie Krzysztof Król, Andrzej Szomański, Adam Słomka und Dariusz Wójcik ein Prozess geführt („Zweiter KPN-Prozess“), der in einem Schuldspruch und vierjähriger Freiheitsstrafe für Moczulski endete. Im September 1986 wieder amnestiert, ging Moczulski ins Exil nach Frankreich, Großbritannien und in die USA.
In der halbfreien Parlamentswahl 1989 trat die erneut organisierte KPN nicht dem Wahlkomitee der „Solidarność“ bei und lehnte die Vereinbarungen mit der Regierung ab. Der Parteivorsitzende Moczulski bewarb sich in Krakau um einen Abgeordnetensitz im Sejm, verlor jedoch gegen den Kandidaten der „Solidarität“ Jan Rokita. In den Präsidentschaftswahl 1990 trat er für seine Partei auf und erreichte mit 2,5 % den letzten Platz unter den sechs Kandidaten. Bei der vollständig freien Wahl 1991 wurde er zum Sejm gewählt. Am 4. Juni 1992 erschien Moczulskis Name auf der von Innenminister Antoni Macierewicz veröffentlichten Liste der ehemaligen V-Leute der SB. Seinen Parlamentssitz konnte er nach der vorzeitigen Wahl 1993 verteidigen und daher bis 1997 behalten. Auch 1995 bewarb er sich um die Präsidentschaft, verzichtete jedoch noch vor der Abstimmung zugunsten des Amtsinhabers Lech Wałęsa. Als 1996 die KPN in zwei konkurrierende Fraktionen zerfiel, behielt Moczulski den Vorsitz in einer der Fraktionen bis zur Löschung aus dem Parteiregister im Jahr 2003. Bei der Wahl zum Senat der Republik Polen 2001 kandierte er im Wahlkreis Krakau, konnte mit 13,8 % der Stimmen aber kein Mandat erringen.
Aufgrund des in Polen eingeführten sog. Lustrationsgesetzes wurden sämtliche Amts- und Mandatsbewerber zur Abgabe einer eidesstattlichen Erklärung über ihre eventuelle Zusammenarbeit mit den ehemaligen nachrichtendienstlichen Organisationen der VR Polen verpflichtet. Moczulski erklärte, er habe nicht mit den Nachrichtendiensten zusammengearbeitet. Diese Erklärung überstand am 1. November 2001 die gerichtliche Überprüfung, wurde jedoch am 23. Juli 2002 in der zweiten Instanz zur erneuten Prüfung zurückgewiesen. Mit dem am 2. September 2006 rechtskräftig gewordenen Beschluss vom 6. April 2006 stellte das Gericht fest, dass Moczulski gelogen habe. Sein Antrag auf ein Kassationsverfahren wurde im Jahr 2008 negativ beschieden. Moczulski machte geltend, dass ihm aufgrund von Geheimhaltung kein Zutritt zu Beweismitteln gewährt wurde, klagte wegen des unfairen Prozesses vor dem EuGH und bekam im Jahre 2011 recht. Nach der Wiederaufnahme des Verfahrens vor dem Obersten Gerichtshof zog Moczulski seinen Antrag am 18. Mai 2018 nach 47 Verhandlungstagen zurück.
2005 wurde Moczulski promoviert (sein Doktorvater war Bronisław Geremek) und 2009 habilitierte er sich. Nach der erfolglosen Parlamentswahl im Jahr 1997 verzichtete er auf die aktive politische Arbeit und widmete sich der historischen Aufarbeitung der Nachkriegsgeschichte Polens. Er wurde nach seinem Tod 2024 auf dem Powązki-Friedhof beigesetzt.